# Maria Eduarda Francelino da Silva
Maria Eduarda Francelino da Silva, citata anche semplicemente come Duda (Pernambuco, 18 luglio 1995), è una calciatrice brasiliana, attaccante del Flamengo e della nazionale brasiliana.